# Гулевич, Семён Дмитриевич
Семён Дмитриевич Гулевич (10 мая 1927, Дмитриевск, Украинская ССР — 2004, Запорожье, Украина) — советский футболист, защитник, полузащитник.

## Биография
Отец — Дмитрий Мартынович (1888—1959), мать — Марфа Семёновна (1896—1974). Старшие братья Василий (1918—2003), Владимир (1920—1963), младшая сестра Любовь (род. 1930). Семён Гулевич по одним данным родился в селе Верхние Торгаи Херсонской области, по другим — в Дмитриевске, Сталинский округ.
В 1935 году семья переехала в посёлок Аскания-Нова. Гулевич закончил 8 классов. Во время войны был угнан в Германию, где принудительно работал на заводе. По возвращении выступал в концертной самодеятельности, был иллюзионистом, увлёкся футболом.
В 1948 году стал выступать за команду группы II «Спартак» Херсон. В 1949 году перешёл в «Динамо» Киев, за дубль провёл 30 матчей, стал победителем первенства. В главной команде дебютировал 3 августа, выйдя на замену в домашнем матче против «Крыльев Советов» Куйбышев (1:1). В 1950 году сыграл в чемпионате 30 матчей. Начало следующего сезона начал в дубле московского «Спартака», затем перешёл в ДО (Киев), выступавший в чемпионате Украинской ССР. С 1952 года команда стала играть в классе «Б», но в следующем сезоне была снята после четырёх игр. Гулевич перешёл в «Металлург» Днепропетровск, за который выступал до 1955 года. Затем играл в составе «Химика» Днепродзержинск в чемпионате Украины (1956) и классе «Б» (1957—1959).
Двукратный полуфиналист Кубка СССР: 1952 (ДО Киев), 1954 («Металлург» Днепропетровск).
После карьеры с начала 1960-х с семьей проживал в Запорожье. Скончался в 2004 году.